# فلمت (مین)
فلمت(به انگلیسی: Falmouth) شهری در ایالت مین کشور ایالات متحده آمریکا است که جمعیت آن در سرشماری سال ۲۰۱۰ میلادی، ۱٬۸۵۵ نفر بوده‌است.

## نگارخانه

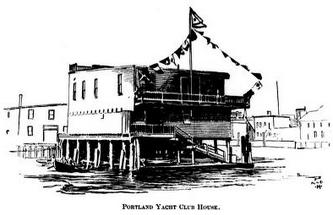
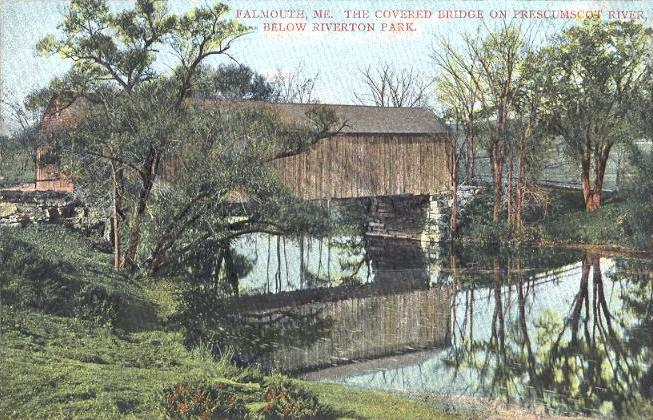
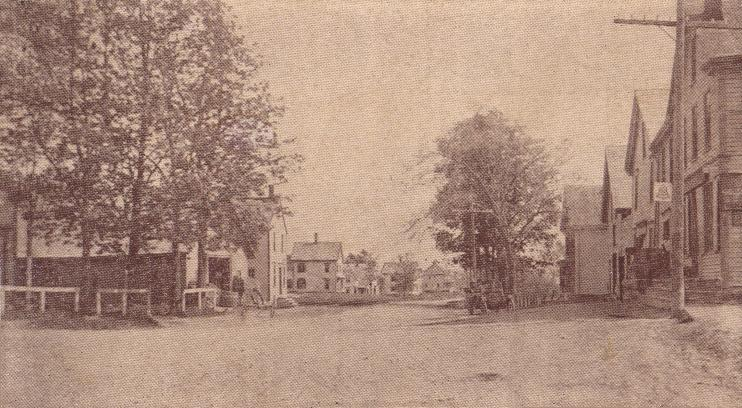